# OX40
TNFRSF4,OX40 или CD134 (англ. tumor necrosis factor receptor superfamily, member 4) — мембранный белок, рецептор из надсемейства рецепторов фактора некроза опухоли лиганда OX40L. Продукт гена человека TNFRSF4.

## Функции
TNFRSF4 (как правило, обозначается как OX40) входит в многочисленное надсемейство рецепторов фактора некроза опухоли (TNFR). Является рецептором для OX40L (TNFSF4). Экспрессирован на T-лимфоцитах.
Обеспечивает пролиферацию эффекторных T-лимфоцитов, продукцию ими цитокинов и выживание. Кроме этого, OX40 участвует в регуляторной дифференцировке T-лимфоцитов и их супрессорной функции.

## Структура
Белок состоит из 277 аминокислот (после созревания и отщепления сигнального пептида — 248), молекулярная масса — 29,3 кДа. N-концевой внеклеточный домен содержит 4 характеристических повтора TNFR-Cys (причём третий повтор укороченный) и от 8 до 9 внутримолекулярных дисульфидных связей. 

## Взаимодействия
Связывается с цитозольными адаптерными белками TRAF2, TRAF3 и TRAF5.  